# Gypsonoma minutana
The Poplar tortricid (Gypsonoma minutana) là một loài bướm đêm thuộc họ Tortricidae. Nó được tìm thấy ở châu Âu (north up to Phần Lan) và Bắc Phi, Thổ Nhĩ Kỳ, Trans-Caucasus, Ural, Kazakhstan, from central châu Á to Siberia và miền đông Nga, Tiểu Á, Iran, Afghanistan, Mông Cổ, Trung Quốc và Nhật Bản.
Sải cánh dài 12–15 mm. Con trưởng thành bay vào tháng 7 in England. In Japan, there are two to three generations per year (in tháng 6, tháng 7 và tháng 8). In Italy, there are two to three generations per year, con trưởng thành bay từ cuối tháng 5 đến giữa tháng 6, cuối tháng 7 to giữa tháng 8 và from giữa tháng 9 đến cuối tháng 10.
Ấu trùng ăn Populus nigra, Populus alba và Populus tremula.